# Boost
Boost — набір бібліотек, які розширюють функціональність C++. Більшість бібліотек поширюються під ліцензією Boost Software License [Архівовано 29 серпня 2008 у Wayback Machine.], розробленої для використання як з проєктами з відкритим сирцевим кодом, так і закритим. Проєкт був створений після прийняття стандарту C++, коли багато хто був незадоволеним невключенням в стандарт деяких бібліотек. Багато з фундаторів Boost є членами комітету зі стандартизіції C++ і декілька Boost бібліотек були прийняті для включення до Technical Report 1 та C++0x. Версія 1.76 налічує вже 164 окремі бібліотеки.

## Загальний огляд
Boost має помітну спрямованість на дослідження і розширюваність (метапрограмування і узагальнене програмування з активним використанням шаблонів). Завдяки ретельному підбору і контролю якості бібліотеки, включені в Boost, мають високу надійність і продуктивність. Думки щодо використання різняться. Деякі вважають його стандартом де-факто і необхідним доповненням до STL. Деякі, навпаки, уникають всякого використання бібліотеки в проєктах, оскільки це зайва залежність в проєкті і для використання цих бібліотек програмістові необхідно добре знати C++, оскільки деякі частини Boost вимагають досить хорошої підготовки програміста і є вельми складними.

## Бібліотеки
Бібліотеки Boost охоплюють таке:
- Алгоритми
- Обхід помилок в компіляторах не відповідних стандарту
- Багатониткове програмування
- Контейнери
- Юніт-тестування
- Структури даних
- Функціональні об'єкти
- Узагальнене програмування
- Графи
- Введення/виведення
- Міжмовна підтримка
- Ітератори
- Математичні і чисельні алгоритми
- Робота з пам'яттю
- Синтаксичний і лексичний розбір
- «Розумні вказівники»
- Обробка рядків і тексту
- Метапрограмування на основі препроцесора
- Метапрограмування на основі шаблонів

## Приклади

### Лінійна алгебра
Boost включає бібліотеку лінійної алгебри uBLAS, з операціями для векторів і матриць.
Приклад показує множення вектора на матрицю:
```
#include
 
<boost/numeric/ublas/vector.hpp>

#include
 
<boost/numeric/ublas/matrix.hpp>

#include
 
<boost/numeric/ublas/io.hpp>

using
 
namespace
 
boost
::
numeric
::
ublas
;

/* "y = Ax" приклад*/

int
 
main
 
()

{

	
vector
<
double
>
 
x
 
(
2
);

	
x
(
0
)
 
=
 
1
;
 
x
(
1
)
 
=
 
2
;

	
matrix
<
double
>
 
A
(
2
,
2
);

	
A
(
0
,
0
)
 
=
 
0
;
 
A
(
0
,
1
)
 
=
 
1
;

	
A
(
1
,
0
)
 
=
 
2
;
 
A
(
1
,
1
)
 
=
 
3
;

	
vector
<
double
>
 
y
 
=
 
prod
(
A
,
 
x
);

	
std
::
cout
 
<<
 
y
 
<<
 
std
::
endl
;

	
return
 
0
;

}

```

Докладніше: документація uBLAS [Архівовано 2 грудня 2008 у Wayback Machine.] і опис операцій.

### Генерація випадкових чисел
Boost надає різні генератори псевдовипадкових чисел, для кожного з яких можна задавати конкретний розподіл. Приклад показує генерацію випадкових чисел з нормальним розподілом:
```
#include
 
<boost/random.hpp>

#include
 
<ctime>

using
 
namespace
 
boost
;

double
 
SampleNormal
 
(
double
 
mean
,
 
double
 
sigma
)

{

    
// вибір генератора випадкових чисел

    
mt19937
 
rng
;

    
// ініціалізація генератора числом секунд з 1970 року

    
rng
.
seed
(
static_cast
<
unsigned
>
 
(
std
::
time
(
0
)));

    
// вибір потрібного розподілу

    
normal_distribution
<
double
>
 
norm_dist
(
mean
,
 
sigma
);

    
// прив'язка генератора до розподілу

    
variate_generator
<
mt19937
&
,
 
normal_distribution
<
double
>
 
>
  
normal_sampler
(
rng
,
 
norm_dist
);

    
// приклад роботи

    
return
 
normal_sampler
();

}

```

Докладніше Boost Random Number Library [Архівовано 2 грудня 2008 у Wayback Machine.].

### Розбір тексту
Spirit — одна з найскладніших частин Boost, призначена для написання парсерів безпосередньо в тексті програми C++ у вигляді, близькому до форми Бекуса — Наура.
Парсер для читання чисел, розділених комою:
```
#include
 
<boost/spirit/core.hpp>

#include
 
<boost/spirit/actor/push_back_actor.hpp>

#include
 
<iostream>

#include
 
<vector>

#include
 
<string>

using
 
namespace
 
std
;

using
 
namespace
 
boost
::
spirit
;

// Парсер розділених комою чисел

bool
 
parse_numbers
(
const
 
char
*
 
str
,
 
vector
<
double
>&
 
v
)

{

   
return
 
parse
(
str
,

       
//  початок граматики

       
(

           
real_p
[
push_back_a
(
v
)]
 
>>
 
*
(
','
 
>>
 
real_p
[
push_back_a
(
v
)])

       
)

       
,

       
//  кінець граматики

       
space_p
).
full
;

}

```

Докладніше Spirit User's Guide [Архівовано 15 лютого 2009 у Wayback Machine.].

### Використання регулярних виразів
Boost.Regex — бібліотека роботи з регулярними виразами. Має необхідний функціонал для фільтрації, пошуку, розбору і обробки тексту.
Приклад програми для розбору тексту
```
#include
 
<boost/regex.hpp>

#include
 
<vector>

#include
 
<string>

// Приклад програми розбору URL

int
 
main
(
int
 
argc
,
 
char
**
 
argv
)

{

// Перевірка на число параметрів

    
if
 
(
argc
 
<
 
2
)
 
return
 
0
;

// Контейнер для значень

std
::
vector
<
std
::
string
>
 
values
;

// Вираз для розбору

boost
::
regex
 
expression
(

// proto host port

        
"^(\?:([^:/\?#]+)://)\?(
\\
w+[^/\?#:]*)(\?::(
\\
d+))\?"

// path file parameters

        
"(/\?(\?:[^\?#/]*/)*)\?([^\?#]*)\?(
\\
\?(.*))\?"

                       
);

// Формування початкового рядка для розбору (береться з командного рядка)

std
::
string
 
src
(
argv
[
1
]);

    
// Розбір і заповнення контейнера

    
if
 
(
boost
::
regex_split
(
std
::
back_inserter
(
values
),
 
src
,
 
expression
))

    
{

        
// Виведення результату

        
const
 
char
*
 
names
[]
 
=
 
{
"Protocol"
,
 
"Host"
,
 
"Port"
,
 
"Path"
,
 
"File"
,
 
"Parameters"
,
 
NULL
};

        
for
 
(
int
 
i
 
=
 
0
;
 
names
[
i
];
 
i
++
)

            
printf
(
"%s: %s
\n
"
,
 
names
[
i
],
 
values
[
i
].
c_str
());

    
}

    
return
 
0
;

}

```

Докладніше Boost.Regex [Архівовано 25 лютого 2009 у Wayback Machine.].

### Алгоритми на графах
Boost Graph надає гнучку і ефективну реалізацію концепції графів у вигляді кількох подань графу і великої кількості алгоритмів.
Приклад виконання алгоритму топологічного сортування:
```
#include
 
<iostream>

#include
 
<list>

#include
 
<algorithm>

#include
 
<boost/graph/adjacency_list.hpp>

#include
 
<boost/graph/topological_sort.hpp>

#include
 
<iterator>

#include
 
<utility>

 

int
 
main
(
int
 
,
 
char
*
 
[])

{

  
using
 
namespace
 
boost
;

 
// тип графу

 
typedef
 
adjacency_list
<
vecS
,
 
vecS
,
 
directedS
,
 

   
property
<
vertex_color_t
,
 
default_color_type
>
 
>
 
Graph
;

 
// описувач вершин

 
typedef
 
boost
::
graph_traits
<
Graph
>::
vertex_descriptor
 
Vertex
;

 
// контейнер для ланцюжка вершин

 
typedef
 
std
::
vector
<
Vertex
>
 
container
;

 
// тип подання дуг графу

 
typedef
 
std
::
pair
<
std
::
size_t
,
std
::
size_t
>
 
Pair
;

 
// Дуги графу 

 
Pair
 
edges
[
6
]
 
=
 
{
 
Pair
(
0
,
1
),
 
Pair
(
2
,
4
),

                   
Pair
(
2
,
5
),

                   
Pair
(
0
,
3
),
 
Pair
(
1
,
4
),

                   
Pair
(
4
,
3
)
 
};

 
// Граф

 
Graph
 
G
(
edges
,
 
edges
 
+
 
6
,
 
6
);

 
// словник для отримання номерів вершин по описувачах вершин

 
boost
::
property_map
<
Graph
,
 
vertex_index_t
>::
type
 
id
 
=
 
get
(
vertex_index
,
 
G
);

 
// контейнер для зберігання відсортованих вершин

 
container
 
c
;

 
// виконання алгоритму

 
topological_sort
(
G
,
 
std
::
back_inserter
(
c
));

 
// Виведення результату: перебір описувачів графу в контейнері

 
// отримання порядкових номерів вершин

 
std
::
cout
 
<<
 
"Топологічна перевірка: "
;

 
for
 
(
container
::
reverse_iterator
 
ii
 
=
 
c
.
rbegin
();
 
ii
 
!=
 
c
.
rend
();
 
++
ii
)

   
std
::
cout
 
<<
 
id
[
*
ii
]
 
<<
 
" "
;

 
std
::
cout
 
<<
 
std
::
endl
;

 
return
 
0
;

}

```

Докладніше Boost Graph Library [Архівовано 14 жовтня 2008 у Wayback Machine.].

### Багатопотоковість
Приклад коду, що показує створення ниток:
```
#include
 
<boost/thread/thread.hpp>

#include
 
<iostream>

using
 
namespace
 
std
;
 

void
 
hello_world
()
 
{

  
cout
 
<<
 
"Привіт світ, я потік!"
 
<<
 
endl
;

}

int
 
main
(
int
 
argc
,
 
char
*
 
argv
[])
 
{

  
// запустити новий потік, що викликає функцію "hello_world"

  
boost
::
thread
 
my_thread
 
(
&
hello_world
);

  
// чекаємо завершення потоку

  
my_thread
.
join
();

  

  
return
 
0
;

}

```

Докладніше
- Introduction to Boost.Threads [Архівовано 5 вересня 2008 у Wayback Machine.] в Dr. Dobb's Journal. (2002)
- переклад українською (Introduction to Boost.Threads) [Архівовано 26 серпня 2011 у Wayback Machine.]. (2011)
- What's New in Boost Threads? [Архівовано 21 лютого 2009 у Wayback Machine.] в Dr. Dobb's Journal. (2008)
- Boost.Threads API reference [Архівовано 13 жовтня 2008 у Wayback Machine.].
- threadpool library [Архівовано 15 червня 2020 у Wayback Machine.] на основі Boost.Thread

## Ліцензія
Boost ліцензується власною вільною ліцензією, відомою як Boost Software License.

## Виноски
1. ↑  Library Technical Report. Архів оригіналу за 11 грудня 2017. Процитовано 26 лютого 2009.
2. ↑  Список бібліотек Boost. Архів оригіналу за 18 квітня 2021. Процитовано 18 квітня 2021.
3. ↑  Архівована копія. Архів оригіналу за 26 травня 2010. Процитовано 26 лютого 2009.{{cite web}}:  Обслуговування CS1: Сторінки з текстом «archived copy» як значення параметру title (посилання)